# Saint-Loubouer

Saint-Loubouer este o comună în departamentul Landes din sud-vestul Franței. În 2009 avea o populație de 436 de locuitori.

## Evoluția populației
| An        | 1975 | 1982 | 1990 | 1999 | 2006 | 2009 |
| --------- | ---- | ---- | ---- | ---- | ---- | ---- |
| Populație | 438  | 425  | 408  | 410  | 437  | 436  |